# Zasavica I
Zasavica I (ćir.: Засавица I) ili Gornja Zasavica (Горња Засавица) je naselje u općini Srijemska Mitrovica u Srijemskom okrugu u Vojvodini.

## Stanovništvo
U naselju Zasavica I živi 836 stanovnika, od čega 665 punoljetnih stanovnika s prosječnom starosti od 39,7 godina (38,9 kod muškaraca i 40,4 kod žena). U naselju ima 268 domaćinstva, a prosječan broj članova po domaćinstvu je 3,12.
Prema popisu iz 1991. godine u naselju je živjelo 864 stanovnika.
| Etnički sastav 2002. |            |        |
| Narod                | Stanovnika |        |
| Srbi                 | 821        | 98,20% |
| Romi                 | 8          | 0,95%  |
| Hrvati               | 2          | 0,23%  |
| Ukrajinci            | 1          | 0,11%  |
| Bugari               | 1          | 0,11%  |
| nepoznato            | 3          | 0,35%  |

| broj stanovnika | 925   | 978   | 969   | 913   | 924   | 864   | 836   |
|                 | 1948. | 1953. | 1961. | 1971. | 1981. | 1991. | 2001. |

## Vanjske poveznice
- Satelitska snimka naselja